# 蓬塔杜索爾

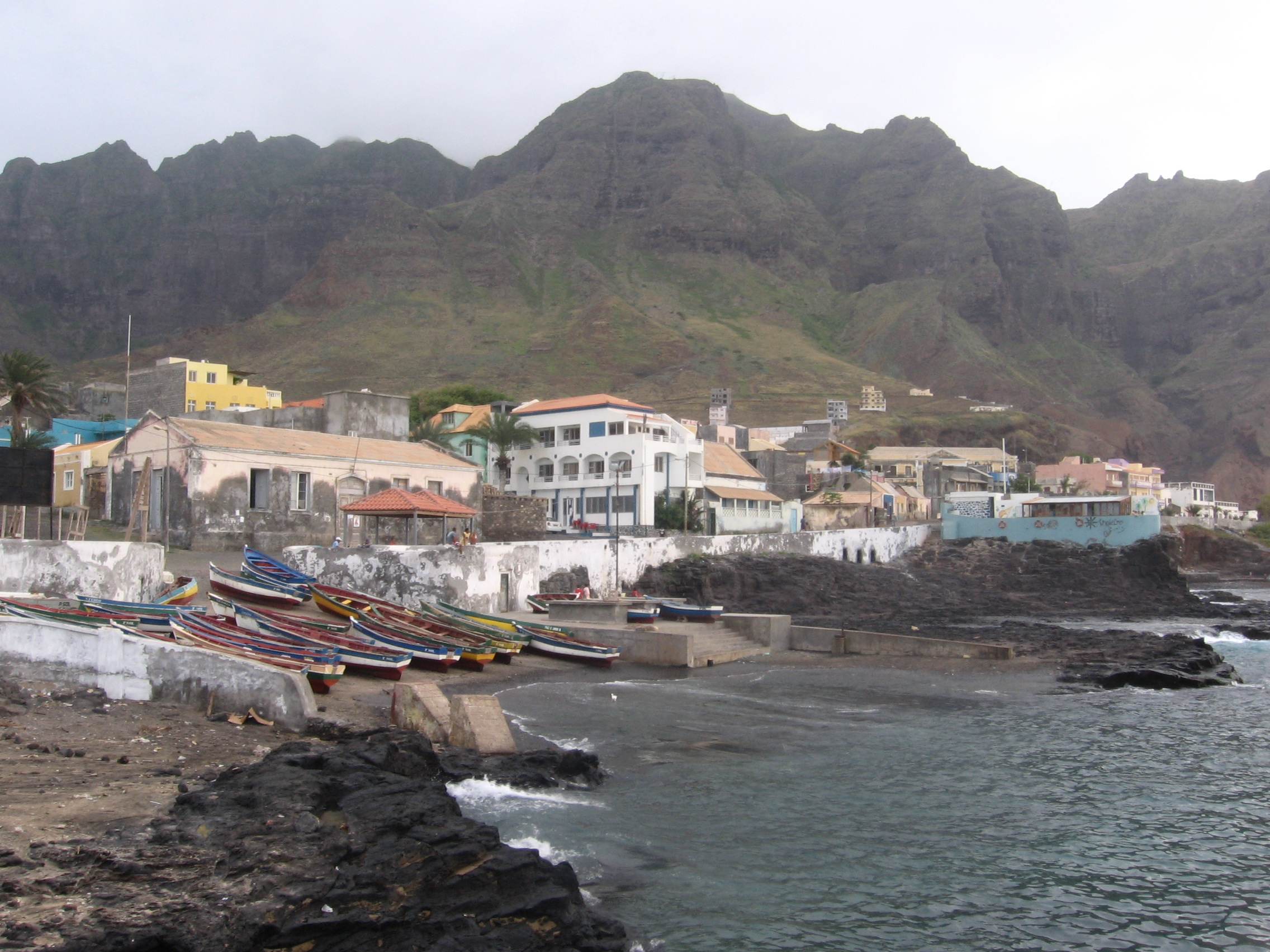
蓬塔杜索爾

蓬塔杜索爾是佛得角的城市，由大里貝拉縣負責管轄，位於向風群島的聖安唐島北部，海拔高度49米，鎮上有漁港、市政廳和教堂，2012年人口4,738。